# Piano.pl
Piano.pl – album Doroty Miśkiewicz z audiowizualnym nagraniem koncertu, który odbył się 16 maja 2016 roku w warszawskim Teatrze Muzycznym Roma, będący hołdem złożonym polskiej pianistyce. Ukazał się oficjalnie 28 października 2016 pod szyldem Universal Music Polska. Utwory wykonywane na płycie, należące do kanonu polskich piosenek, przybrały formę duetów Miśkiewicz z wybitnymi polskimi pianistami różnych pokoleń. W części płyty wystąpił również zespół smyczkowy Atom String Quartet. Aranżacja utworów należała do swobodnej interpretacji gości. Album uzyskał nominację do nagrody Fryderyk 2017.

## Lista utworów
Źródło:.
| Piano.pl (CD) – 2016 | Piano.pl (CD) – 2016     | Piano.pl (CD) – 2016  | Piano.pl (CD) – 2016 | Piano.pl (CD) – 2016                                                     | Piano.pl (CD) – 2016 |
| Nr                   | Tytuł utworu             | Słowa                 | Muzyka               |                                                                          | Długość              |
| -------------------- | ------------------------ | --------------------- | -------------------- | ------------------------------------------------------------------------ | -------------------- |
| 1.                   | „Krótka bajka”           | Ewa Lipska            | Grzegorz Turnau      | Dorota Miśkiewicz, Michał Tokaj, Atom String Quartet                     | 7:20                 |
| 2.                   | „Nie jest źle”           | Agnieszka Osiecka     | Krzysztof Komeda     | Dorota Miśkiewicz, Andrzej Jagodziński, Atom String Quartet              | 6:08                 |
| 3.                   | „Ostatni”                | Edyta Bartosiewicz    | Edyta Bartosiewicz   | Dorota Miśkiewicz, Lutosławski Piano Duo, Atom String Quartet            | 7:31                 |
| 4.                   | „Bądź mi tatą”           | Jeremi Przybora       | Jerzy Wasowski       | Dorota Miśkiewicz, Bogdan Hołownia                                       | 4:44                 |
| 5.                   | „Tak jak w kinie”        | Magda Umer            | Stanisław Sojka      | Dorota Miśkiewicz, Leszek Możdżer, Atom String Quartet                   | 6:20                 |
| 6.                   | „Rebeka”                 | Andrzej Włast         | Zygmunt Białostocki  | Dorota Miśkiewicz, Piotr Orzechowski, Atom String Quartet                | 8:11                 |
| 7.                   | „Pragnę być jeziorem”    | Dorota Miśkiewicz     | Dorota Miśkiewicz    | Dorota Miśkiewicz, Tomasz Kałwak                                         | 6:48                 |
| 8.                   | „Sprzedaj mnie wiatrowi” | Ryszard Marek Groński | Zbigniew Namysłowski | Dorota Miśkiewicz, Marcin Wasilewski, Atom String Quartet                | 7:05                 |
| 9.                   | „La valse du mal”        | Wojciech Młynarski    | Jerzy Matuszkiewicz  | Dorota Miśkiewicz, Krzysztof Herdzin, Atom String Quartet                | 5:51                 |
| 10.                  | „Spokojne życie”         | Wojciech Młynarski    | Henryk Miśkiewicz    | Dorota Miśkiewicz, Dominik Wania, Atom String Quartet, Henryk Miśkiewicz | 9:08                 |
| 11.                  | „Gram o wszystko”        | Wojciech Młynarski    | Jerzy Wasowski       | Dorota Miśkiewicz, Grzegorz Turnau                                       | 5:00                 |
| 12.                  | „Jej portret”            | Jonasz Kofta          | Włodzimierz Nahorny  | Dorota Miśkiewicz, Włodzimierz Nahorny                                   | 4:13                 |
|                      |                          |                       |                      |                                                                          | 1:18:19              |

## Twórcy
Źródło:.
- Dorota Miśkiewicz – śpiew
- Krzysztof Herdzin, Bogdan Hołownia, Andrzej Jagodziński, Lutosławski Piano Duo (Emilia Sitarz, Bartłomiej Wąsik), Leszek Możdżer, Włodzimierz Nahorny, Piotr Orzechowski „Pianohooligan”, Michał Tokaj, Grzegorz Turnau, Dominik Wania, Marcin Wasilewski – fortepian
- Tomasz Kałwak – syntezator
- Henryk Miśkiewicz – saksofon
- Dawid Lubowicz, Mateusz Smoczyński – skrzypce
- Michał Zaborski – altówka
- Krzysztof Lenczowski – wiolonczela